# Louise Brealey
Louise Brealey (Northampton, 27 marzo 1979) è un'attrice e giornalista britannica.

## Biografia
Frequenta la Dame Alice Harpur School a Bedford e studia recitazione al Lee Strasberg Institute di New York. Sin da quando era adolescente, scrive di cinema, arte e musica e ha collaborato con numerose riviste tra cui Premiere UK, Empire, Sky Magazine, The Face, Neon, Total Film and Radio Times intervistando diverse celebrità tra cui Liv Tyler. Collabora da freelancer con l'emittente BBC per la sceneggiatura di documentari.
Debutta a teatro nel 2001 nei panni della quattordicenne Sophie nella produzione di Max Stafford-Clark di Sliding With Suzanne al Royal Court Theatre e nel 2005 interpreta la bambina prodigio Thomasina nella produzione di Tom Stoppard Arcadia al Bristol Old Vic. Appare nei panni di Louise nell'opera di Dennis Kelly After The End al Paines Plough. Lavora con Peter Hall per la prima di Little Nell di Simon Gray nel 2007. Nel 2008 interpreta Sonya nella produzione di Peter Hall Zio Vanja al Rose Theatre e appare insieme a Jeff Rawle e Sheila Reid alla prima di Pornography di Simon Stephens al Festival di Edimburgo. Interpreta, poi, la quindicenne Hannah in The Stone di Marius von Mayenburg al Royal Court Theatre e la figlia di Michael Feast al Theatre 503 in The Ones That Flutter. A fianco di Julian Barratt e Doon Mackichan recita al Young Vic in L'ispettore generale di Richard Jones e in 66 Books al Bush Theatre.
Debutta in televisione nei panni di Roxy Bird in due stagioni della serie della BBC Casualty e interpreta Judy Smallweed nell'adattamento del romanzo di Charles Dickens Casa Desolata. Nel 2010 entra nel cast della serie televisiva Sherlock interpretando la patologa Molly Hooper.

## Filmografia

### Cinema
- The Tooth Faerie, regia di Nick Mackie - cortometraggio (2003)
- Reuniting the Rubins, regia di Yoav Factor (2010)
- Victor - La storia segreta del dott. Frankenstein (Victor Frankenstein), regia di Paul McGuigan (2015)
- Brian e Charles (Brian and Charles), regia di Jim Archer (2022)

### Televisione
- Casualty – serie TV, 96 episodi (2002-2004)
- Bleak House, regia di Justin Chadwick e Susanna White - miniserie TV (2005)
- The English Harem, regia di Robin Shepperd - film TV (2005)
- Mayo – serie TV, 8 episodi (2006)
- Green, regia di Alex Hardcastle - film TV (2007)
- Hotel Babylon – serie TV, episodio 3x07 (2008)
- Law & Order: UK – serie TV, episodio 5x04 (2011)
- Sherlock – serie TV, 13 episodi (2010-2017)
- Padre Brown (Father Brown) – serie TV, episodio 1x09 (2013)
- Clique – serie TV, 6 episodi (2017)
- A Discovery of Witches - Il manoscritto delle streghe (A Discovery of Witches) – serie TV, 5 episodi (2018)
- The Widow – serie TV, 5 episodi (2019)
- Gomorra - La serie – serie TV, episodio 4x04 (2019)
- Delitti in Paradiso (Death in Paradise) – serie TV, episodio 9x02 (2020)

## Doppiatrici italiane
- Micaela Incitti in Sherlock (1ª voce)
- Giovanna Martinuzzi in Sherlock (2ª voce)
- Barbara De Bortoli in A Discovery of Witches - Il manoscritto delle streghe
- Francesca Manicone in The Widow
- Daniela Calò in Brian e Charles